# Orazio Rapari
Orazio Rapari ou Horatius Raparius (1544–1595) foi um prelado católico romano que serviu como Bispo de Alessano (1594–1595).

## Biografia
No dia 3 de outubro de 1594, Orazio Rapari foi nomeado durante o papado de Clemente VIII como Bispo de Alessano, onde serviu até à sua morte em 1595.